# Óblast de Samarcanda (Imperio ruso)
Samarcanda (en ruso: Самаркандская область) fue una óblast (provincia) del Imperio ruso entre 1868 y 1924. Correspondía aproximadamente a la mayoría del territorio actual de Uzbekistán central y Tayikistán noroccidental. Fue creado fuera de la parte nororiental del Emirato de Bujará. Constaba de los uyezds de Samarcanda (incl. las ciudades de Samarcanda y Panjakent), Djizaks (incl. la ciudad de Djizaks), Katta-Kurgáan (incl. la ciudad de Katta-Kurgán) y Juyand (incl. las ciudades de Juyand y Uratyube).

## Demografía
En 1897 la población de la óblast era de 860,021 personas. Los uzbekos constituían la mayoría de la población. Las minorías significativas constaroban de tayikos y kazajos. La población de habla túrquica comprendía una población de 609,204 (70,8%) personas.

### Grupos étnicos en 1897
| TOTAL        | 860,021 | 100%  |
| ------------ | ------- | ----- |
| Uzbekos      | 507,587 | 59%   |
| Tayikos      | 230,384 | 26.8% |
| Kazakhjos    | 63,091  | 7.3%  |
| Uigures      | 19,993  | 2.3%  |
| Turcos sarts | 18,073  | 2.1%  |
| Rusos        | 12,485  | 1.5%  |
| Judíos       | 1,312   | 0.2%  |

Fuente: